# 青樓情孽
《青樓情孽》（英語：Moulin Rouge，亦译《红磨坊》，1984年星馬電視譯作《红磨坊之夜》）是一部1952年电影，約翰·休斯頓执导，何塞·费勒主演。本片设定在19世纪的巴黎，讲述了大画家劳特累克的故事。劳特累克幼时因事故失去一条腿，从而养成了封闭的性格，沉迷于作画。玛丽·莎莱点燃了他对爱情的渴望，但玛丽的反复让他无力继续。画家所作的《红磨坊》广告画大获成功，并不顾家人反对留在巴黎。后来他爱上了服装店店主帕奎恩小姐，却因缺乏勇气，最终错失幸福。劳特累克重新沉迷于酒精，最终因不慎坠落楼梯伤重离世。影片获奥斯卡最佳艺术设计、最佳服装设计奖。